# Giovanni Veronese

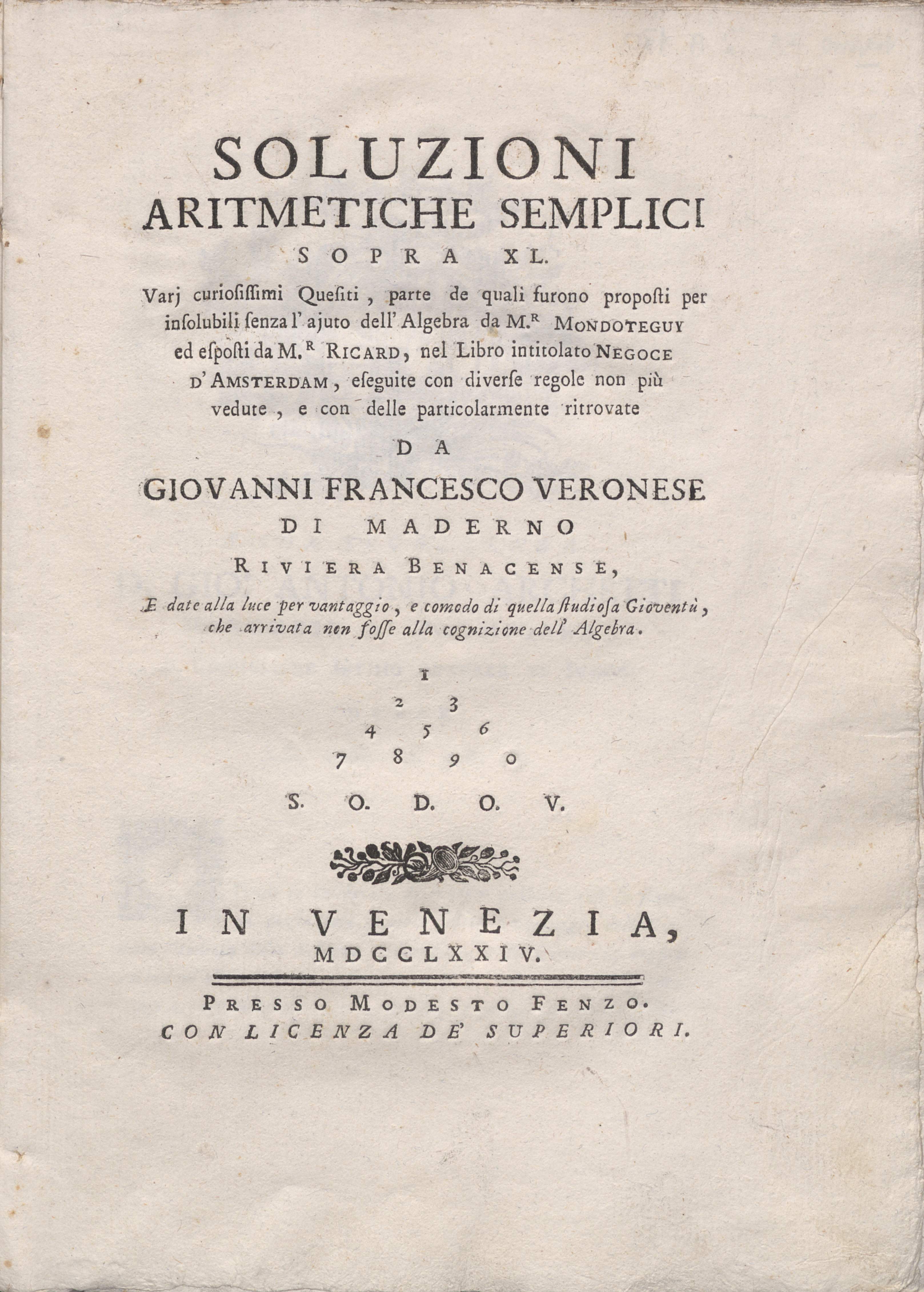
Soluzioni aritmetiche semplici, 1774

Giovanni Francesco Veronese (Maderno, XVIII secolo – ...) è stato un matematico italiano.

## Biografia
Veronese pubblicò nel 1774 a Venezia, dedicandole a Giovanni Antonio Archetti, le proprie Soluzioni aritmetiche semplici a quaranta «varj curiosissimi quesiti» di matematica, che erano stati dichiarati in parte insolubili senza l'uso dell'algebra da Jacques de Mondoteguy ed esposti da Jean-Pierre Ricard nel saggio Négoce d'Amsterdam del 1722.

## Opere
- Soluzioni aritmetiche semplici sopra XL. varj curiosissimi quesiti..., Venezia, Modesto Fenzo, 1774.